# Charles Bassett
Charles Arthur Bassett II (ur. 30 grudnia 1931 w Dayton, stan Ohio, zm. 28 lutego 1966 w Saint Louis, stan Missouri) – kapitan lotnictwa, astronauta amerykański.

## Wykształcenie oraz służba wojskowa
Szkołę średnią ukończył w rodzinnym Dayton.
- 1950-1952 – studiował na Uniwersytecie Ohio w mieście Athens.
- październik 1952 – rzucił studia i wstąpił do wojska, gdzie po przebytym szkoleniu uzyskał kwalifikacje pilota wojskowego. Brał udział w działaniach bojowych w Korei. Później służył w różnych bazach lotniczych na terenie stanów Nowy Jork i Ohio.
- 1958-1960 – uczył się w Texas Technological College, gdzie uzyskał licencjat z elektroniki.
- 1960-1962 – studiował na Uniwersytecie Południowej Kalifornii.
- 1962 – ukończył szkołę dla wojskowych pilotów eksperymentalnych (Air Force Experimental Flight Test Pilot School, Class 62-A) w bazie lotniczej Edwards, stan Kalifornia. Później był w tej bazie pilotem doświadczalnym działu projektowania myśliwców (Fighter Projects Office).
- październik 1962 – maj 1963 – szkolił się, również w bazie Edwards, w wojskowej szkole pilotów doświadczalnych (Air Force Aerospace Research Pilot School).
- 1963 – otrzymał stopień kapitana USAF.
- 1966 – pośmiertnie awansowany do stopnia majora.

Jako pilot wylatał ponad 3600 godzin, z czego około 2900 na samolotach z napędem odrzutowym.

## Kariera astronauty
- 18 października 1963 – dostał się do trzeciej grupy astronautów NASA (NASA 3(inne języki)).
- 8 listopada 1965 – został pilotem podstawowej załogi statku Gemini 9. Dowódcą misji został Elliott See.
- grudzień 1965 – podczas lotu statków kosmicznych Gemini 7 i Gemini 6A był jednym z operatorów utrzymujących łączność z załogami obu statków (CapCom).
- 28 lutego 1966 – Charles Bassett i Elliott See zginęli w katastrofie lotniczej. Samolot T-38, którym obaj lecieli rozbił się podczas mgły o budynek firmy McDonnell Aircraft Corporation, gdy podchodził do lądowania na lotnisku w Saint Louis.